# Laphria atomentosa
Laphria atomentosa là một loài ruồi trong họ Asilidae. Laphria atomentosa được Oldroyd miêu tả năm 1960. Loài này phân bố ở vùng nhiệt đới châu Phi.